# Roman Koudelka
Roman Koudelka (* 9. července 1989 Turnov) je český skokan na lyžích. Závodí za klub LSK Lomnice nad Popelkou, jeho osobním trenérem je Richard Schallert. První závod Světového poháru vyhrál 23. listopadu 2014 v Klingenthalu, kde vyhrál díky skokům dlouhým 138 a 139,5 m. Je rovněž juniorským mistrem světa z roku 2007.
S manželkou Andreou má syny Karla a Adama.

## Sportovní kariéra
Prvním Koudelkovým trenérem byl bývalý reprezentant a reprezentační trenér Zdeněk Remsa, který po odchodu z vrcholového sportu vedl v Lomnici nad Popelkou přípravku a žáky. Od 13 let Koudelka skákal na velkých můstcích (K120). Prvního velkého vítězství dosáhl v 17 letech na letním mistrovství republiky v Harrachově 2006.
Startoval na Zimních olympijských hrách 2010, kde se v závodě na velkém můstku umístil na 23. místě, na středním můstku byl dvanáctý a v závodě družstev pomohl českému týmu k sedmé příčce. Zúčastnil se též ZOH 2014, kde skončil v závodě na středním můstku šestnáctý, na velkém devatenáctý a byl taktéž součástí českého týmu, který v závodě družstev zopakoval sedmé místo z Vancouveru 2010.

## Umístění

### Vítězství ve Světovém poháru (5)
| Č. | Datum              | Místo       | Stát      | Disciplína   |
| -- | ------------------ | ----------- | --------- | ------------ |
| 1. | 23. listopadu 2014 | Klingenthal | Německo   | velký můstek |
| 2. | 7. prosince 2014   | Lillehammer | Norsko    | velký můstek |
| 3. | 21. prosince 2014  | Engelberg   | Švýcarsko | velký můstek |
| 4. | 25. ledna 2015     | Sapporo     | Japonsko  | velký můstek |
| 5. | 4. března 2016     | Visla       | Polsko    | velký můstek |

- 2006/2007: 39. místo (87 bodů)
- 2007/2008: 17. místo (411 bodů)
- 2008/2009: 16. místo (403 bodů)
- 2009/2010: 63. místo (20 bodů)
- 2010/2011: 16. místo (382 bodů)
  - závod v Harrachově 9. ledna 2011: 3. místo (lety 208,5 a 211 m)[3]
- 2011/2012: 10. místo (796 bodů)
- 2012/2013: 49. místo (40 bodů)
- 2013/2014: 39. místo (123 bodů)
- 2014/2015: 7. místo (1113 bodů)
- 2015/2016: 11. místo (650 bodů)
- 2016/2017: 25. místo (223 bodů)
- 2017/2018: 57. místo (12 bodů)
- 2018/2019: 14. místo (523 bodů)